# Abot

Abot出现于微播天下的旧片头

abot為亞洲電視官方吉祥物，並於2008年10月起用以宣傳該台。在亞洲電視大埔總台大堂亦設有一座巨型abot模型。

## 由來
abot是由亞洲電視品牌傳播科設計，其外型是從亞視新台徽中的a字演變而來，而其名字則是向觀眾公開徵集而來，於2008年11月，亞洲電視公佈其名為abot。
在2008年12月至2009年3月期間，abot經常於亞洲電視鏡面宣傳出現，廣泛見於節目預告及多輯宣傳片段當中，包括「熱撐香港，魅力亞洲」、其形象也被置入到多個節目，如《香港亂噏》的主播檯面有擺放abot的模型，也曾於《微播天下》節目內（片頭、片尾、節目間場等）粉墨出場。
abot的預計功能與無綫電視的tvbuddy類同，但近年已經鮮見亞視安排abot為該台作形象宣傳。

## 相關
- 亞洲電視
- 吉祥物
- tvbuddy